# Adachi Yoshikage
Adachi Yoshikage (安達義景, Yoshikage Adachi) (1210 - 1253) era um samurai do clã Adachi, filho de Adachi Kagemori. Foi Akitajō no Suke (governador de Dewa) e membro do Hyōjōshū (Conselho de Estado) durante o Shogunato Kamakura. Tornou-se monge budista adotando o nome de Ganchi.